# Африканський флот
Африканський флот (лат. Classis Africana Commodiana Herculea) — один з провінційних у складі давньоримського флоту часів Римської імперії. Спочатку займався забезпеченням зерном Рим, потім також охороняв узбережжя провінції Африка та Тирренське море.

## Історія
У II ст. н. е. римські провінції Африка і Нова Африка забезпечували фактичну монополію на римському ринку пшениці та олії. Торгівлі ними контролювали римські або карфагенські купці (лат. navicularii africani). У 186 році імператор Коммод створює флот задля встановлення державної монополії на транспортування зерна до Риму. Важливість африканської пшениці та її транспортування підкреслюється у виданні монети від 186 року, на якому зображено корабель із написом Providentia Augusti (Провидіння Августа). Ще одна монета, яка має відношення до флоту, була відкарбована в 191 році. На ньому є текст votis felicibus (радісне побажання) і зображення гавані Портуса. Ліворуч — корабель із Серапісом. 192 року після вбивства Коммода назву з Африканського Коммодового Геркулесового флоту змінили на Африканський флот.
В подальшому забезпечував транспортування військ з Італії до Африки задля придушення повстань у III і V ст. 422 року значна частина флоту підтримала військового магістра Боніфація, який став напівнезалежним. До 430 року він допомагав в обороні Гіпона Рагія від вандалів Гейзеріха. Напевне значна частина військ та населення цього міста за угодою 430 року була евакуйовано на суднах Африканського флоту. При цьому якась частина його залишилася в Портусі. 439 року Гейзеріх раптовим ударом захопив Карфаген. Напевне тоді ж під його владою опинилися судна флота, що дозволило доволі швидко почати напади на Сицилію, Сардинію та Італію. Про підвладність африканського флоту вандалам свідчить факт, що торгівля зерном з Римом тривала в колишніх обсягах. Гейзеріх розширив флот, з яким 455 року захопив Остію, а потім й Рим. З цього часу поступово став повністю вандальським й використовувався проти Західної та Східної Римської імперій.

## Характеристика
Бузою була Остія. У III ст. базою стала гавань поблизу, знана як Портус. Невдовзі рівномірною базою став Карфаген. Стоянками (лат. stationes) були: Утіка, Карфаген, Лептіс-Магна, Гадрумент, Гіппон Регій. Відмінністю від інших флотів було в тому, що мав одночас цивільне й військове спрямування: забезпечення зерном та олією Риму (2/3 потреб). Згодом на нього було покладено перевезення предметів розкошів для імператорського двору — мармуру, диких тварин, а також охорона узбережжя від Мавританії до Великого Сирту. Також виконував транспортування військ, спорядження тощо до Африки для придушення повстань й заколотів.
З огляду на початкове призначення тривалий час у флоті переважали вантажні судна. Лише з 2-ї пол. III ст. збільшується кількість транспортних та військових. Останній кількість розширено наприкінці IV ст.
Для зберігання зерна та забезпечення моряків й самого флоту в Остії було зведено численні та величезні будівлі, суттєво розширено порт. У 2008 році британські археологи виявили останки найширшого каналу з коли-небудь побудованих римлянами, 90 футів у ширину; вони вважають, що він пов'язував Портус з Остією через Ізола Сакра, що робило б транспортування великих партій товару набагато простішим, ніж наземним транспортом. У 2014 році на північній стороні ріки навпроти міста були відкриті залишки і відома забудова міста простягнулась за межі периметра південної стіни (всередині стіни площа становить 69 га). Остія мала власні усі служби міста, які потребувало місто того часу, зокрема маяк.